# نهائي كأس ألمانيا 1986
نهائي كأس ألمانيا 1986 هي المباراة النهائية من منافسة كأس ألمانيا 1985–86، أقيمت المباراة في 3 مايو 1986، في الملعب الأولمبي، بين فريقي بايرن ميونخ، ونادي شتوتغارت، وفاز فيها بايرن ميونخ، بعد أن هزم نادي شتوتغارت، بنتيجة 5 - 2، وكان حكم المباراة Dieter Pauly ‏، وحضر المباراة 76000 شخصاً.

## تفاصيل المباراة
لعبت المباراة النهائية في 3 مايو 1986.
| بايرن ميونخ                                                                                                   | 5 -2 | نادي شتوتغارت                           |
| --- | ---- | --------------------------------------- |
| رولاند فولفارت 33 ' · رولاند فولفارت 42 ' · ميخائيل رومنيغه 64 ' · ميخائيل رومنيغه 72 ' · رولاند فولفارت 78 ' |      | غيدو بوخفالت 76 ' · يورغن كلينسمان 85 ' |